# Pedro José Sáenz-Vázquez de Quintanilla y Lanini
Pedro José Sáenz-Vázquez de Quintanilla y Lanini (n. Ciudad Real de Chiapas, 29 de junio de 1669 - m. Cubujuquí (hoy Heredia), Costa Rica, el 15 de agosto de 1752) fue un funcionario y militar indiano, encargado del gobierno de la provincia de Costa Rica de diciembre de 1735 a  enero de 1736. 
Fue hijo del maestre de campo Juan Francisco Sáenz-Vázquez de Quintanilla y Sendín de Sotomayor, gobernador de Costa Rica de 1674 a 1681, y su segunda esposa Bárbara Lanini y Priami. Fue bautizado el 9 de julio de 1670 en la parroquia del Sagrario en Ciudad Realde Chiapas. 
Llegó a Costa Rica de muy corta edad, con sus padres y hermanos, en 1674. Inicialmente pensó en seguir la carrera eclesiástica y recibió las órdenes menores, pero no siguió los estudios y contrajo nupcias en la ciudad de Cartago el 29 de abril de 1690, con María de la Rosa Vázquez Retes (m. en Cartago el 24 de julio de 1738), bisnieta del adelantado Gonzalo Vázquez de Coronado. De este matrimonio nacieron: 1) Gregorio Sáenz de Quintanilla y Vázquez (n. 1694), casado en primeras nupcias en 1724 con Francisca de Castro y Arias y en segundas en 1756 con Antonia Josefa de Soto; 2) José Antonio (1696-1729), casado en 1795 con Rosa Gutiérrez y Bernal; 3) Francisco Dionisio (1699-1701); 4) Manuel (n. 1702 y fallecido alrededor de 1775), casado en 1729 con Antonia de Bonilla y Astúa (m. ya 1733); y 5) Josefa (1706-1789) casada en 1732 con Cristóbal Jiménez y Martínez de Herrera.  
Durante el gobierno de don Manuel de Bustamante y Vivero fue capitán de la compañía pagada de cien soldados destacada en la provincia. Alcanzó el grado de sargento mayor. 
Fue alcalde ordinario de Cartago de 1714 a 1716 y teniente general de Cartago y su jurisdicción de 1724 a 1727. Fue teniente gobernador de los valles de Barva y Aserrí de 1729 a 1731. En 1734 volvió a ser teniente general de Cartago, cargo del que fue titular  hasta 1736. De diciembre de 1735 a  enero de 1736 estuvo encargado interinamente del gobierno de Costa Rica en reemplazo del gobernador Baltasar Francisco de Valderrama y Haro y Portillo.    
En 1736 fue nombrado como primer teniente de gobernador de Aserrí , dentro de cuya jurisdicción se erigió en 1737 la ayuda de parroquia de San José de la Boca del Monte, alrededor de la cual se formó la población llamada La villita y que dio origen a la actual ciudad de San José. 